# Con vật ngộ nghĩnh

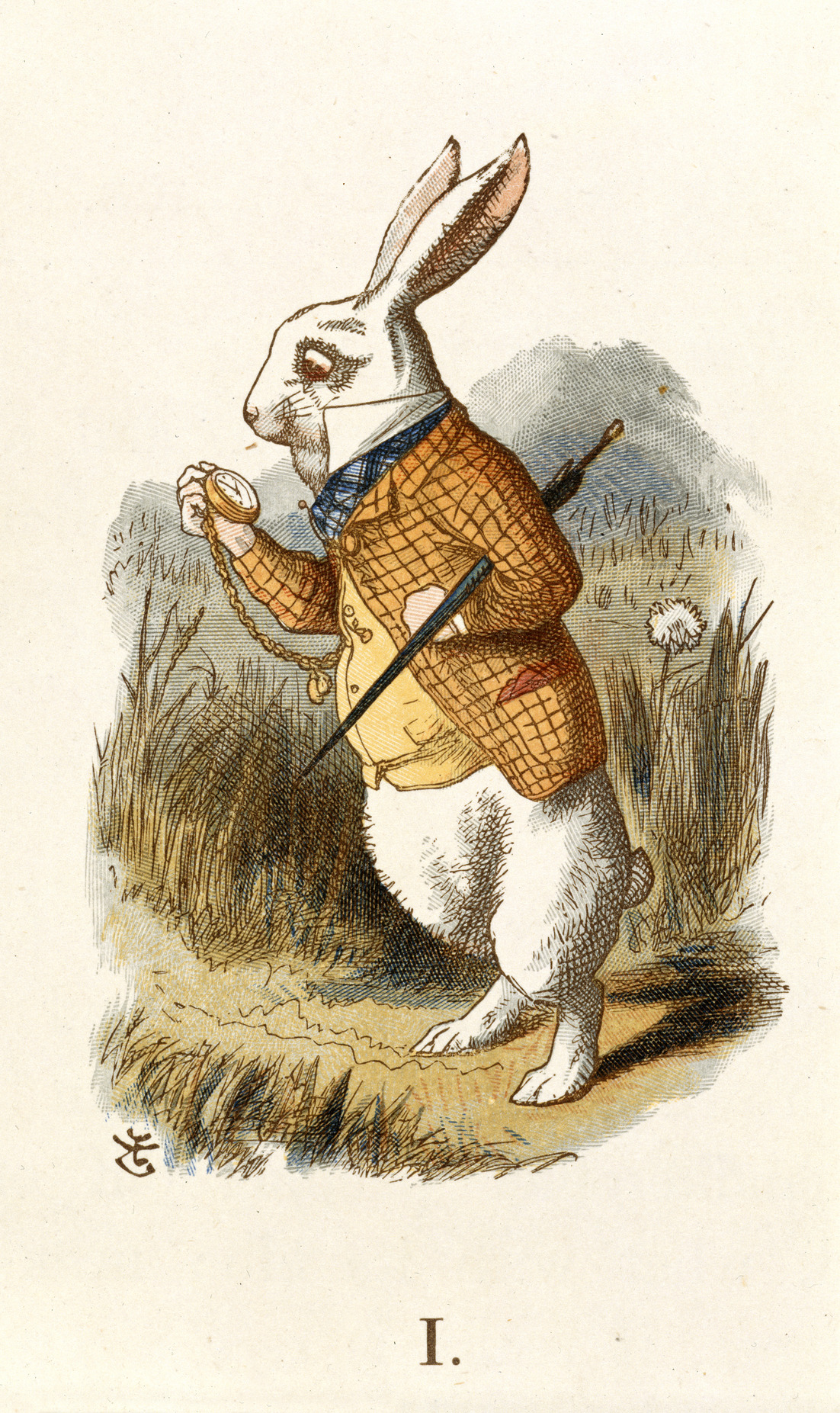
Một con thỏ trắng ngộ nghĩnh trong phim hoạt hình

Con vật ngộ nghĩnh (Funny animal) là một động vật được tạo hình giống con người (nhân hóa), sống động như một con người với những đặc tính vui nhộn, gây cười. Những con vật ngộ nghĩnh thường là đi bằng hai chân, mặc quần áo, sống trong nhà, biết nói chuyện, thậm chí biết lái xe và đi xe, và có công việc hoặc thậm chí có thể được công nhận của các quốc gia, chúng được phân biệt với các nhân vật động vật khác, dù sao cũng có thể thể hiện các đặc điểm điển hình của con người như nói hoặc thể hiện nét mặt một cách biểu cảm.
Con vật ngộ nghĩnh (cũng là con vật biết nói) cũng là thể loại truyện tranh và phim hoạt hình chủ yếu có các con vật ngộ nghĩnh. Trong khi nhiều câu chuyện về những con vật hài hước nhẹ nhàng và hóm hỉnh, thể loại này không chỉ là hài. Những câu chuyện đen tối hoặc nguy hiểm có các nhân vật thuộc thể loại này cũng có thể được nhóm lại dưới danh mục "động vật hài hước", đôi khi được gọi là các nhân vật hình người để tránh nhầm lẫn về phạm vi thể loại. Những câu chuyện này có thể giao thoa với bất kỳ thể loại hoặc nhóm thể loại nào khác, bao gồm tiểu thuyết lịch sử, khoa học viễn tưởng, siêu anh hùng, phim hài, giải trí cho trẻ em và châm biếm.

## Lịch sử
Thể loại động vật hài hước phát triển vào những năm 1920 và 1930. Những con vật ngộ nghĩnh đen trắng thời kỳ đầu, bao gồm Oswald the Lucky Rabbit, Mickey Mouse, Foxy the Fox, Felix the Cat và Flip the Frog. Việc sử dụng ngày càng nhiều Techn Techn và các quy trình làm phim màu khác trong những năm 1930 cho phép đa dạng hơn trong khả năng thiết kế các "động vật vui nhộn" mới, dẫn đến một loạt thể loại động vật ngộ nghĩnh và sự sụp đổ gần như hoàn toàn (trừ chuột Mickey và một vài nhân vật Disney khác) của các nhân vật mặt đen. Bài hát và điệu nhảy không được ủng hộ và phần lớn được thay thế bằng hài kịch và châm biếm. Chẳng hạn Looney Tunes và Merrie Melody của Warner Bros Animation đã giới thiệu hàng tá động vật ngộ nghĩnh, nhiều trong số chúng đã đạt đến vị thế biểu tượng trong văn hóa Mỹ.
Đến thập niên 1970, hầu hết các động vật ngộ nghĩnh đã mất tư cách lãnh đạo và đã bị rớt xuống thành viên của một dàn diễn viên chủ yếu là người hoặc nhân vật phụ; thương hiệu Scooby-Doo, chẳng hạn, đã truyền cảm hứng cho một số bộ phim hài bí ẩn với những con vật ngộ nghĩnh tồn tại bên cạnh con người. Trong thời kỳ này, có những tác phẩm nổi bật như phim hoạt hình mang tính biểu tượng của Ralph Bakshi, Fritz the Cat. Những con vật ngộ nghĩnh và những nhân vật giống như động vật đã trở lại ngắn ngủi vào cuối những năm 1980 và những năm 1990. Những năm sau đó cũng có rất nhiều thương hiệu phim hoạt hình thành công có các nhân vật động vật hài hước như loạt phim Kung Fu Panda của DreamWorks Animation, Zootopia và Illumination Entertainment's Sing của Walt Disney Animation Studios. Các nghệ sĩ đã tạo ra những ví dụ ngày càng khác thường về những con vật ngộ nghĩnh trong thời đại này, chẳng hạn như SpongeBob SquarePants từ bộ phim truyền hình cùng tên của Nickelodeon, người không bình thường vì anh ta là một miếng bọt biển, một loài động vật hiếm khi được nhân hóa, và các nhân vật cá từ Fish Hook của Disney, những người có cuộc sống tương tự như con người khi sống trong bể cá của cửa hàng thú cưng. 